# Kevin Bishop
Kevin Bishop (Orpington, 18 de junho de 1980) é um ator e humorista britânico. Mais conhecido pela sua interpretação de William em L'Auberge espagnole e Les Poupées russes.

## Filmografia principal
| Ano  | Título original        | Título no Brasil              | Título em Portugal             | Papel            | Notas        |
| ---- | ---------------------- | ----------------------------- | ------------------------------ | ---------------- | ------------ |
| 1996 | Muppet Treasure Island | Os Muppets na Ilha do Tesouro | Os Marretas na Ilha do Tesouro | Jim Hawkins      |              |
| 2000 | The Big Finish         |                               |                                | Kevin            |              |
| 2002 | Food of Love           | Manjar de Amor                |                                | Paul Porterfield |              |
| 2002 | L'Auberge espagnole    | O Albergue Espanhol           | A Residência Espanhola         | William          |              |
| 2005 | Les Poupées russes     | Bonecas Russas                | As Bonecas Russas              | William          |              |
| 2007 | Irina Palm             | Irina Palm                    | Irina Palm                     | Tom              |              |
| 2011 | A Few Best Men         |                               |                                | Graham           |              |
| 2011 | Ma part du gâteau      |                               |                                | Nick             |              |
| 2012 | May I Kill U?          |                               |                                | Baz              | Pós-produção |
| 2013 | Casse-tête chinois     |                               |                                | William          | Pré-produção |